# Георги Фотакиев
 Тази статия е за одринския революционер на ВМОРО.  За други значения вижте Георги Фотев.  
Георги Фотев или Фотакиев е български революционер от Вътрешната македоно-одринска революционна организация.

## Биография
Георги Фотев е роден в лозенградското село Колибите, днес Хамзабей, Турция. Присъединява се към ВМОРО, но след афера с разкритие на оръжие в село Кемал бяга в България през 1899 година. Влиза в българо-арменската чета на Слави Мерджанов през 1901 година. Заедно с Татул Зармиян (Татул Малгаралията) влиза в Одрин за храна на четата, но по пътя обратно са застигнати от турски военен отряд. За да не попаднат в плен се самоубиват.
Според Георги Тенев, след залавянето на Нури бей при Одрин от четата на Мерджанов, плененият се съгласил баща му да даде откуп. Георги Фотев се познавал с него и когато занасял бележка до баща му за откупа, бил убит в престрелка с група стражари. Така четата останала без познавач на местността и била заградена и разбита в една квартира близо до турско-българската граница.